# Montbrun-les-Bains
Montbrun-les-Bains este o comună în departamentul Drôme din sud-estul Franței. În 2009 avea o populație de 526 de locuitori.

## Evoluția populației
| An        | 1975 | 1982 | 1990 | 1999 | 2006 | 2009 |
| --------- | ---- | ---- | ---- | ---- | ---- | ---- |
| Populație | 479  | 523  | 467  | 428  | 438  | 526  |